# Hvolris Jernalderlandsby
Hvolris Jernalderlandsby er et arkæologisk frilandsmuseum ved Bjerregrav ca.16 km nord for Viborg, der beskæftiger sig med jernalderen.
Nær ved området har man siden 1962 gjort adskillige arkæologiske fund fra enkeltgravskultur (omkring 2500 f.Kr.) og frem til middelalderen. På baggrund af dette har man forsøgt at genskabe en jernalderlandsby med tre beboelseshuse og to værksteder. Her bliver der udført dagligdags aktiviteter som håndværk og madlavning.
Siden 1. januar 2016 har museet været en del af Viborg Museum. Allerede i december 2015 blev det offentliggjort at Hvolris Jernalderlandsby i fremtiden kommer til at danne ramme for arkæologiske formidling af forhistorien i museets ansvarsområde. Det er ikke nærmere besluttet hvornår og hvordan den nye arkæologiske formidling etableres.
Hvert år i august afholdes der arrangementet "Ild i natten". I 2015 optrådte duoen Trotto, der består af to personer fra den tidligere Truppo Trotto, her. I september afholdes historisk marked. Til disse markeder kommer der foruden jernalderreenactere også reenactorgrupper , der portrættere vikingetiden og middelalderen. De seneste år har gøglergruppen Ramashang optrådt på markedet.